# Сен-Сюльпис-сюр-Лез
Сен-Сюльпи́с-сюр-Лез (фр. Saint-Sulpice-sur-Lèze, окс. Sent Somplesi) — коммуна во Франции, находится в регионе Юг — Пиренеи. Департамент — Верхняя Гаронна. Входит в состав кантона Карбон. Округ коммуны — Мюре.
Код INSEE коммуны — 31517.

## География
Коммуна расположена приблизительно в 620 км к югу от Парижа, в 33 км к югу от Тулузы.
По территории коммуны протекает река Лез.

## Климат
Климат умеренно-океанический. Зима мягкая и снежная, весна характеризуется сильными дождями и грозами, лето сухое и жаркое, осень солнечная. Преобладают сильные юго-восточные и северо-западные ветры.

## Население
Население коммуны на 2010 год составляло 1845 человек.
| 1962 | 1968 | 1975 | 1982 | 1990 | 1999 | 2010 |
| ---- | ---- | ---- | ---- | ---- | ---- | ---- |
| 883  | 1010 | 1192 | 1264 | 1423 | 1640 | 1845 |

## Экономика
В 2010 году среди 1178 человек трудоспособного возраста (15—64 лет) 912 были экономически активными, 266 — неактивными (показатель активности — 77,4 %, в 1999 году было 72,1 %). Из 912 активных жителей работали 823 человека (435 мужчин и 388 женщин), безработных было 89 (39 мужчин и 50 женщин). Среди 266 неактивных 90 человек были учениками или студентами, 102 — пенсионерами, 74 были неактивными по другим причинам.

## Достопримечательности
- Церковь Св. Сульпиция (XV век). Исторический памятник с 1974 года[4]
- Монументальный крест (XVIII век). Исторический памятник с 1950 года[5]
- Фахверковый дом (XVII век). Исторический памятник с 1950 года[6]
- Мэрия (XVII век). Исторический памятник с 1950 года[7]

## Фотогалерея

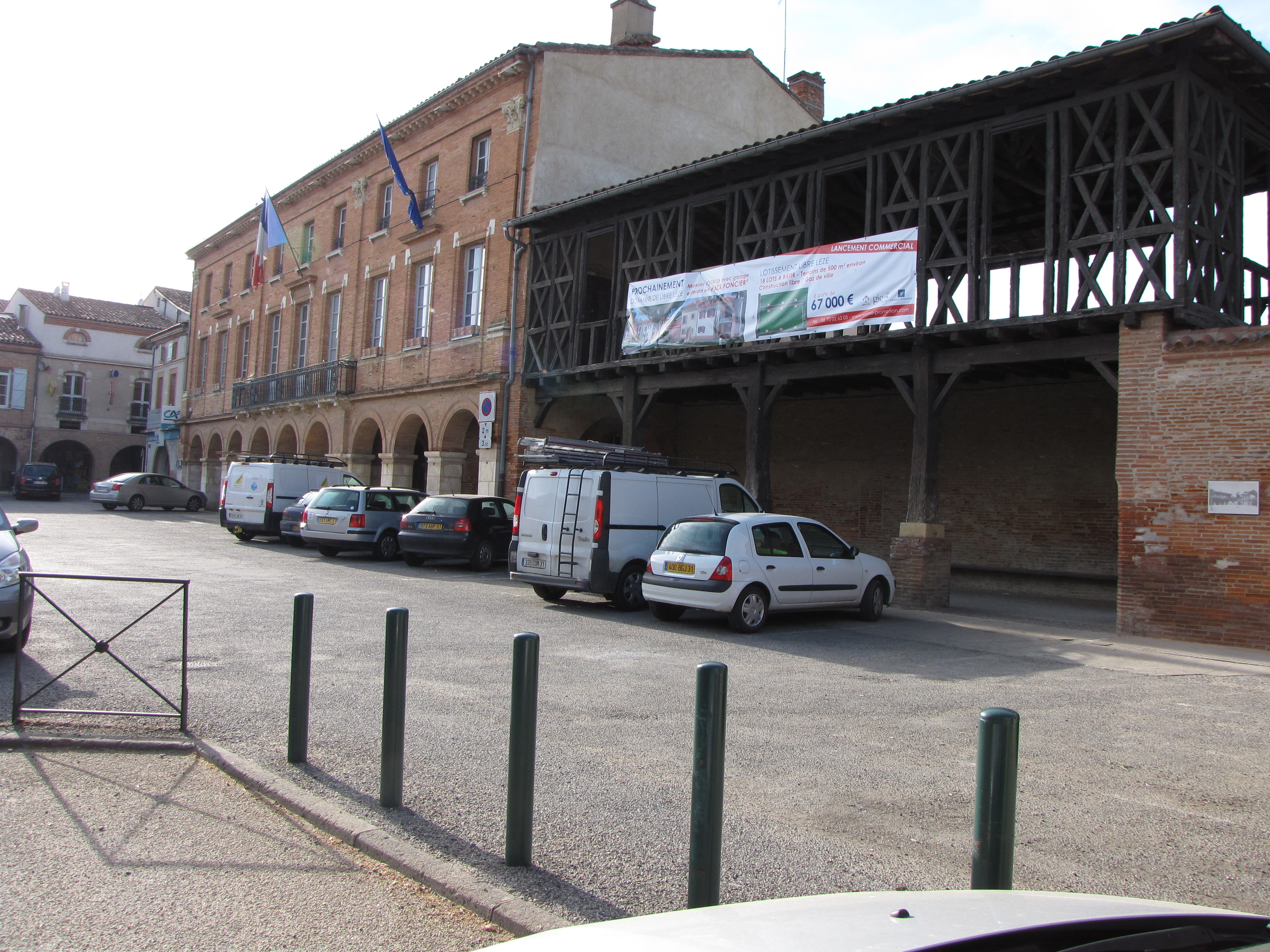
Мэрия
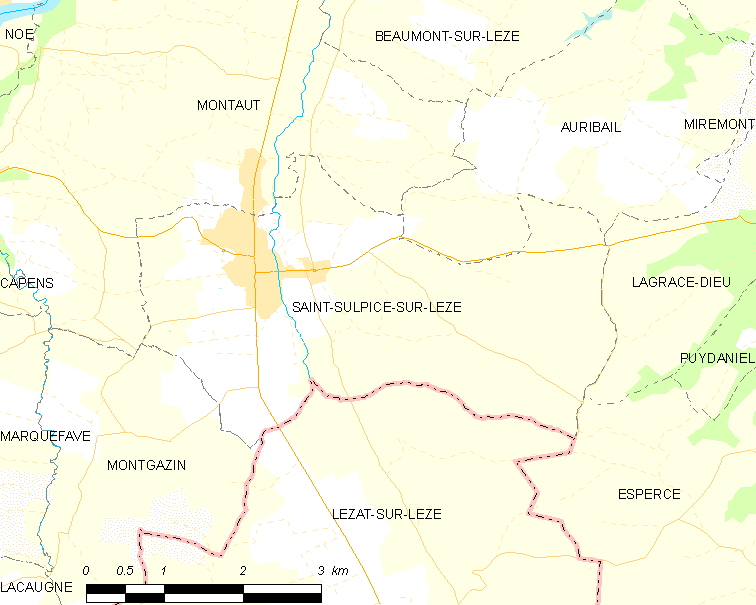
Карта коммуны